# یاغی سیان
یاغی سیان (انگلیسی: Yağısıyan؛ ۱۰۱۱ – ۱۰۹۸)، فرمانده ترک در قرن ۱۱ میلادی که بیشتر به خاطر شرکت در جنگ صلیبی اول مشهور شد.